# Cloramfenicolo O-acetiltransferasi
La cloramfenicolo O-acetiltransferasi è un enzima appartenente alla classe delle transferasi, che catalizza la seguente reazione:
acetil-CoA + cloramfenicolo ⇄ CoA + cloramfenicolo 3-acetato